# Jorge Fernández Díaz
Jorge Fernández Díaz (ur. 6 kwietnia 1950 w Valladolid) – hiszpański oraz kataloński polityk i urzędnik państwowy, senator, poseł do Kongresu Deputowanych, od 2011 do 2016 minister spraw wewnętrznych.

## Życiorys
Urodził się jako drugie spośród dziesięciorga dzieci frankistowskiego wojskowego. Gdy miał 3 lata, jego rodzina zamieszkała w Barcelonie. Ukończył studia z zakresu inżynierii przemysłowej w szkole ETSEIB wchodzącej w skład Uniwersytetu Technicznego Katalonii.
Został urzędnikiem państwowym w ramach inspektoratu zajmującego się kwestiami pracy i ochrony socjalnej. Był zastępcą przedstawiciela i następnie przedstawicielem ministra pracy w Barcelonie (1979–1980), rządowym przedstawicielem (gobernador civil) w Asturii (1980–1981) i Barcelonie (1981–1982), a także członkiem zgromadzenia miejskiego Barcelony (1983–1984).
Działał w Unii Demokratycznego Centrum, Centrum Demokratycznym i Społecznym, a następnie w Sojuszu Ludowym, z którym współtworzył Partię Ludową. Był przewodniczącym PP w prowincji Barcelona i do 1991 w Katalonii. Od 1984 do 1989 zasiadał w katalońskim parlamencie, od 1986 jednocześnie był członkiem hiszpańskiego Senatu.
W 1989 po raz pierwszy uzyskał mandat posła do Kongresu Deputowanych. Do niższej izby Kortezów Generalnych był następnie wybierany w wyborach w 1993, 1996, 2000, 2004, 2008, 2011, 2015 oraz 2016. W 1996 wszedł w skład rządu, którym kierował José María Aznar. Był sekretarzem stanu ds. administracji terytorialnej (do 1999), edukacji (do 2000) i kontaktów z parlamentem (do 2004). Po przejściu PP do opozycji pełnił funkcję sekretarza generalnego jej frakcji poselskiej (2004–2008), w kolejnej kadencji był jednym z wiceprzewodniczącym Kongresu Deputowanych.
W grudniu 2011 w gabinecie Mariano Rajoya objął urząd ministra spraw wewnętrznych. Zakończył urzędowanie w listopadzie 2016.